# Feijoa sellowiana
Acca sellowiana · Goyavier du Brésil, Goyavier ananas, Goyavier de Montevideo
Espèce
Classification phylogénétique

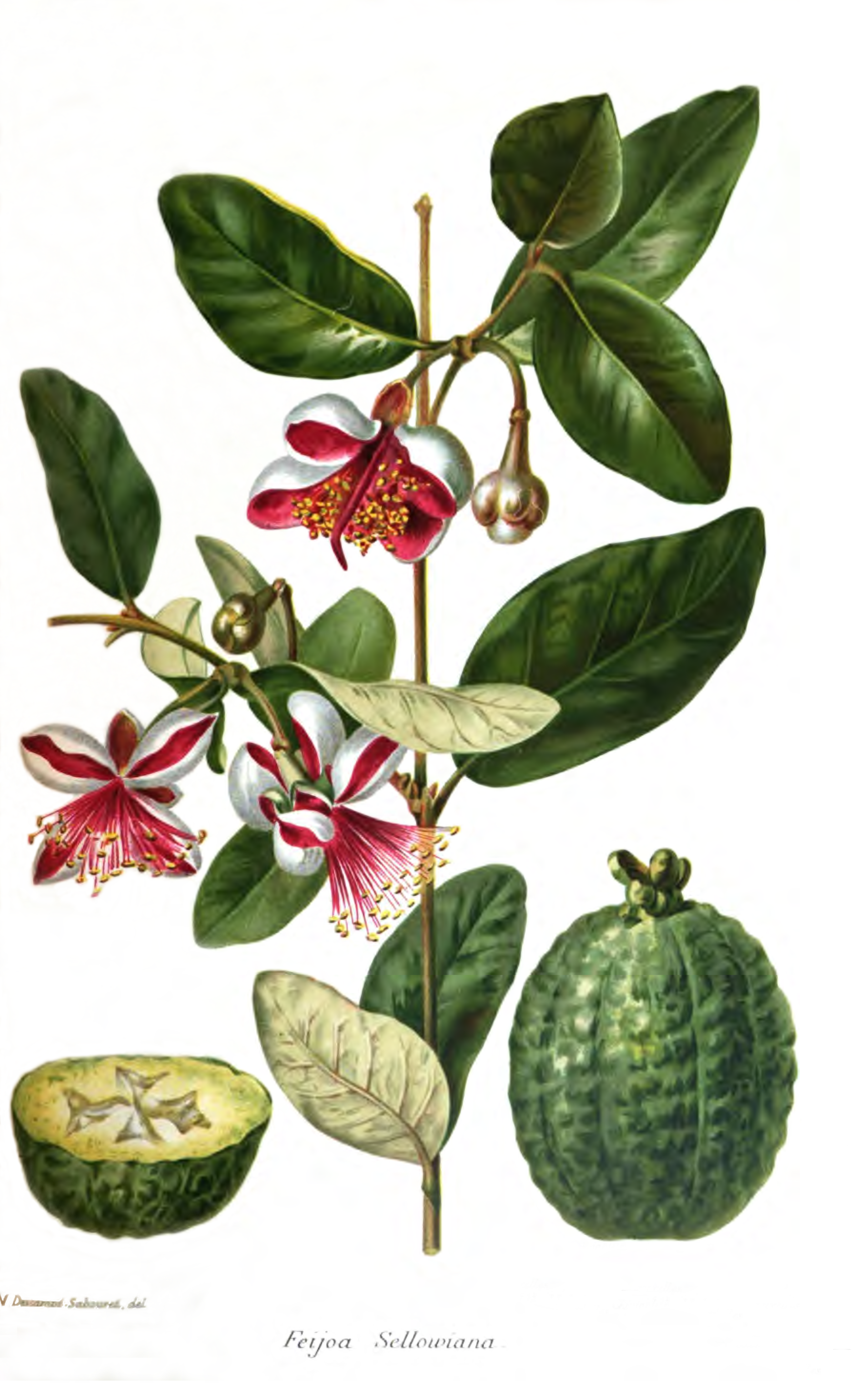
Revue horticole de 1898.

Feijoa sellowiana (synonymes : Acca sellowiana, Orthostemon obovatus, Orthostemon sellowianus), le feijoa, aussi appelé goyavier du Brésil, goyavier de Montevideo, goyave ananas, est une espèce de plantes à fleurs de la famille des Myrtacées. C'est un arbuste fruitier originaire d'Amérique du Sud (Colombie, Uruguay, Brésil, Argentine, et Paraguay). Il garde son feuillage en hiver et produit de belles fleurs. Il est aussi décoratif et utilisable en haie.
Bien qu'appartenant à la famille des Myrtacées comme le goyavier (Psidium guajava), il en est très différent.
Le feijoa a été récemment évalué pour la liste rouge de l'UICN des espèces menacées. Feijoa sellowiana est classée dans la catégorie préoccupation mineure.

## Description
C'est un arbuste allogame qui se ramifie à la base et à port buissonnant. Sa croissance est lente les premières années et il peut atteindre 4 à 6 m de hauteur.
Son tronc, de couleur rougeâtre, est couvert de plaques d'écorce grises ou verdâtres fissurées ou écailleuses.
Le feuillage est coriace, persistant, opposé, simple, à revers blanc gris. Toutes les jeunes pousses sont recouvertes d'une sorte de duvet blanchâtre.
La floraison a lieu en juin et juillet. Les fleurs hermaphrodites solitaires ou en grappes sont pourprées, blanches, rouges et munies de nombreuses grandes étamines à filets rouges. Dans la nature le feijoa est principalement pollinisé par les oiseaux (ornithophilie) qui en consomment les pétales.
Les fruits, appelés feijoas, goyaves ananas, goyaves du Brésil ou goyaves de Montevideo, sont des baies dans lesquelles 4 ou 5 loges contiennent 20 à 30 petites graines. Ils ont la forme d’un kiwi vert et sans poils, avec une peau rugueuse verte qui devient plus lisse à maturité. La pulpe est blanche, granuleuse avec un goût légèrement acidulé et un arôme rappelant l'ananas, la goyave et la fraise ou la figue de Barbarie, le fruit de la passion, la banane et la mangue.
La chair est riche en vitamine B et en vitamine C.

## Variétés
Plus de 90 variétés ont été dénombrées, provenant de onze pays différents, principalement la Nouvelle-Zélande, les États-Unis, l'ex URSS, le Brésil, l'Italie. Peu de variétés sont disponibles en France.
- Quelques cultivars pour la production de fruits :
  - autostériles : 'Robert', 'Smith', 'Superba', 'Triumph',
  - autofertiles ou partiellement autofertiles : 'Andre', 'Apollo', 'Choiceana', 'Coolidge', 'Gemini', 'Mammouth', 'Nasemetz', 'Trask', 'Unique'.

Le feijoa n'est pas vraiment autostérile ou autofertile. Les variétés dites autostériles ne sont que partiellement auto-incompatibles et peuvent en fait fructifier mais dans une bien moindre mesure que les autres. Les variétés autofertiles fructifient correctement en autofécondation mais ont souvent une meilleure production en pollinisation croisée.
Le principal critère de choix des variétés est la précocité, surtout dans les zones septentrionales. Et c'est en associant plusieurs variétés compatibles que l'on obtient les meilleures fructifications.
Les variétés issues de semis fournissent généralement des fruits de petite taille mais sont intéressantes pour la pollinisation et comme arbustes ornementaux. Ce sont ces variétés qui sont principalement commercialisées en France.
La sous-espèce 'Variegata' produit un feuillage marginé blanc crème.

## Culture

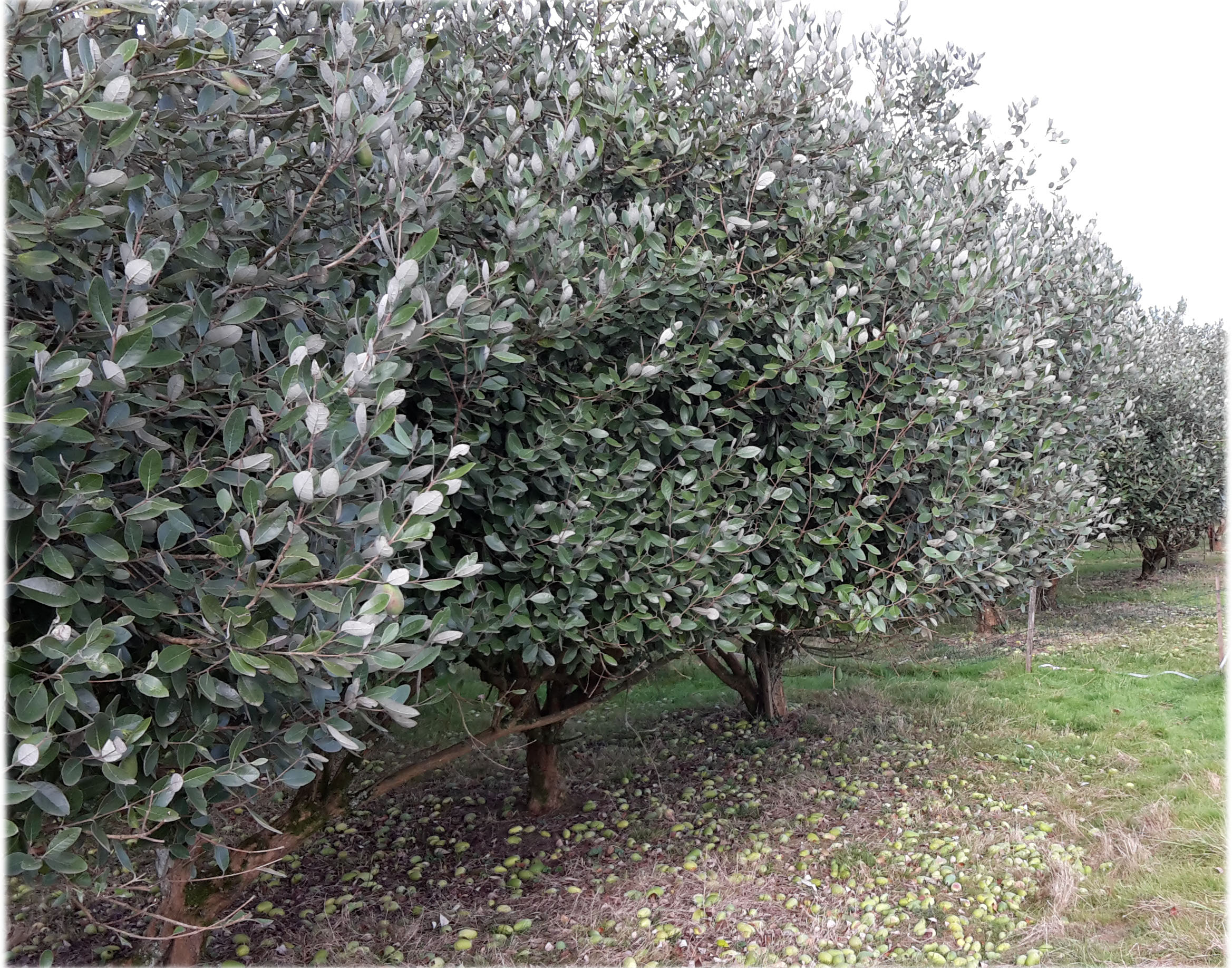
Verger de feïjoas avec fruits mûrs tombés à terre.

Le feijoa a besoin de chaleur, de lumière et d'eau à l'automne pour fructifier. Dans les régions froides, il est possible de le cultiver dans un grand pot en l'hivernant à la manière des agrumes.
La floraison est tardive et résiste au gel. Mais les fruits mûrissent tardivement (fin octobre début novembre dans l'hémisphère nord) et craignent le gel. L’arbre lui-même étant relativement rustique, même jusqu'à une température inférieure à −15 °C, si l'arbre peut pousser, il ne fructifie pas en climat trop froid, voire ne fera même pas de fleurs. Il peut très bien geler jusqu'au ras du sol et repartir de la souche au printemps.
Le port naturel du feijoa est buissonnant. Si on le taille en demi-tige, la récolte sera moins abondante. Le feijoa fructifie sur les rameaux de l'année qui poussent au printemps.
La maturité du fruit n'est pas visible en se fiant à la couleur extérieure du fruit bien que certains puissent devenir légèrement jaunâtres par endroits. À la pleine maturité la peau du fruit est plus lisse et légèrement molle au toucher. Normalement, les feijoas ne sont pas cueillis, ce sont les fruits tombés au sol qui sont ramassés. À l'ouverture du fruit, il est bon à consommer si la zone centrale remplie de graines est gélatineuse et translucide. Avant maturité cette zone est opaque, après elle brunit. Les fruits ont une durée de conservation assez faible, ce qui explique peut-être leur faible succès commercial hors des zones de production.
C'est un arbuste robuste dont la durée de vie peut dépasser 60 ans.

### Multiplication
Le feijoa à visée non fructifère est généralement multiplié par semis. Les graines n'étant viables qu'un an, l'idéal est de semer en place dès après la récolte pour une levée au printemps suivant. Les semis peuvent commencer à fructifier après trois à cinq ans.
Pour multiplier un cultivar, la meilleure solution est le marcottage car la greffe ne réalise qu'un faible pourcentage de réussite[réf. souhaitée]. Le bouturage est également difficile, les meilleurs résultats se produisant avec auxine en bouturant « à l'étouffée » à la fin du printemps ou avec talon à la fin de l'été.

## Utilisation
- Les fruits peuvent être consommés[6] :
  - en frais : ramassés à terre, ils doivent être consommés rapidement car ils deviennent blets. Ils peuvent être utilisés pour toutes sortes de desserts. Le froid et le citron ralentissent leur transformation ;
  - en conserve, en confitures, en gelées, en pâte de fruit, en sirops, en sorbets, séchés… leur parfum original permet de les accommoder de toutes sortes de façons.

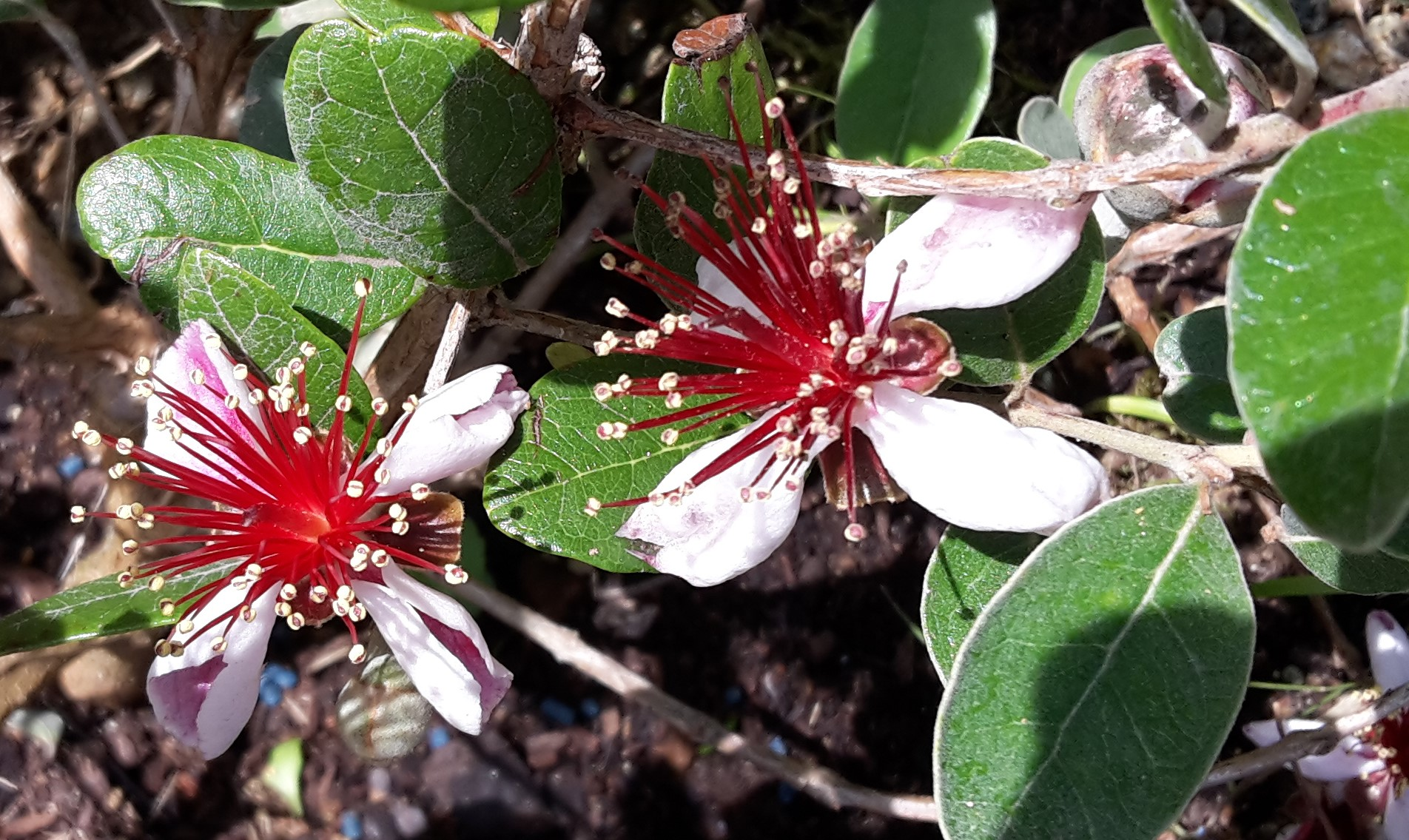
Les fleurs sont comestibles.

- Les pétales charnus, très décoratifs, de saveur fruitée, sucrée et acidulée, sont comestibles et peuvent apporter une note exotique dans les salades et dans les desserts.

- Le feuillage sert à confectionner des bouquets.

- Dans les pays septentrionaux, le feijoa est surtout utilisé à des fins ornementales pour faire des haies. Il est apprécié pour son feuillage persistant et ses fleurs magnifiques.

### Valeur nutritionnelle
Le feijoa est riche en vitamine C et en matières minérales. Il est peu calorique.

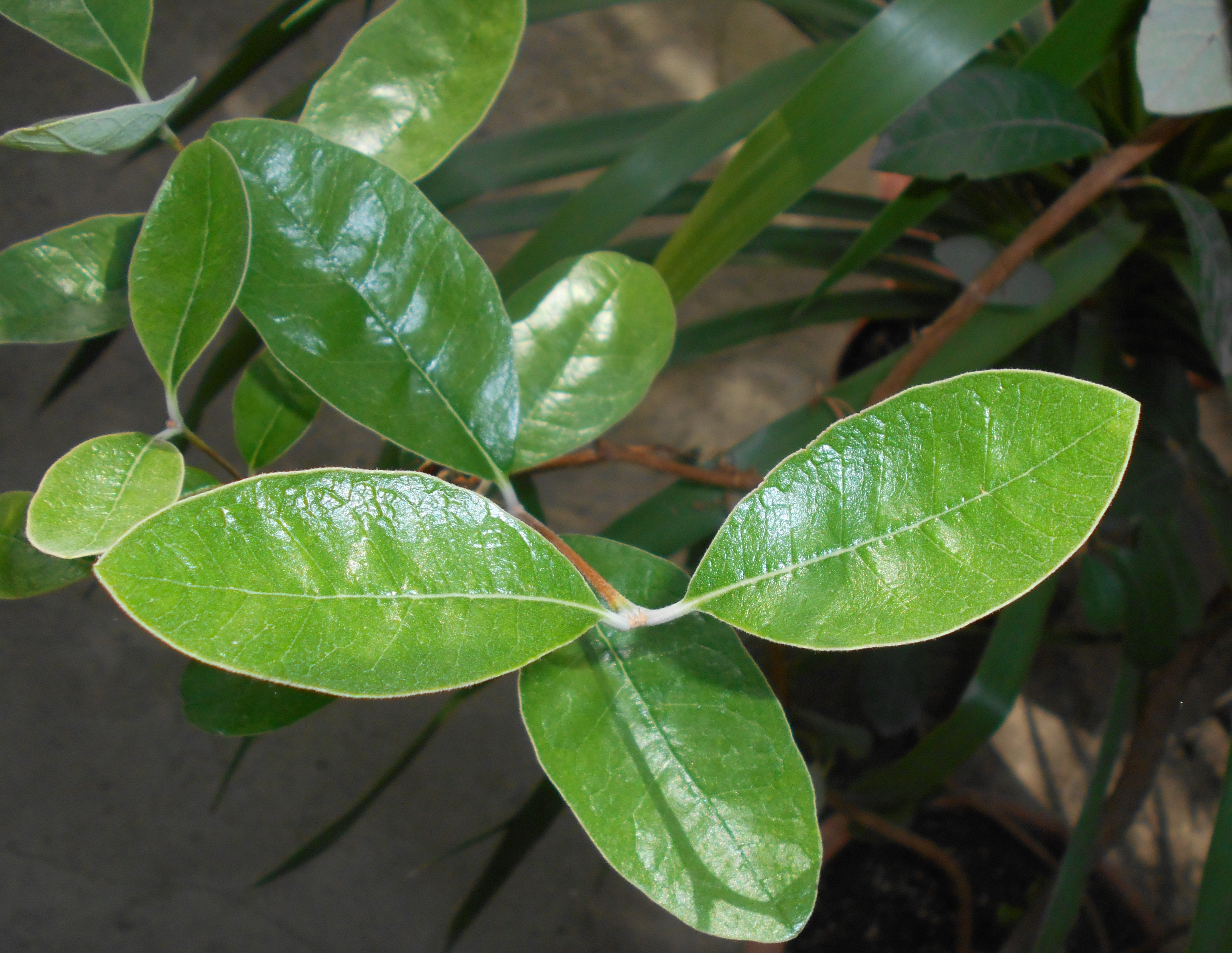
Feuilles de feijoa.
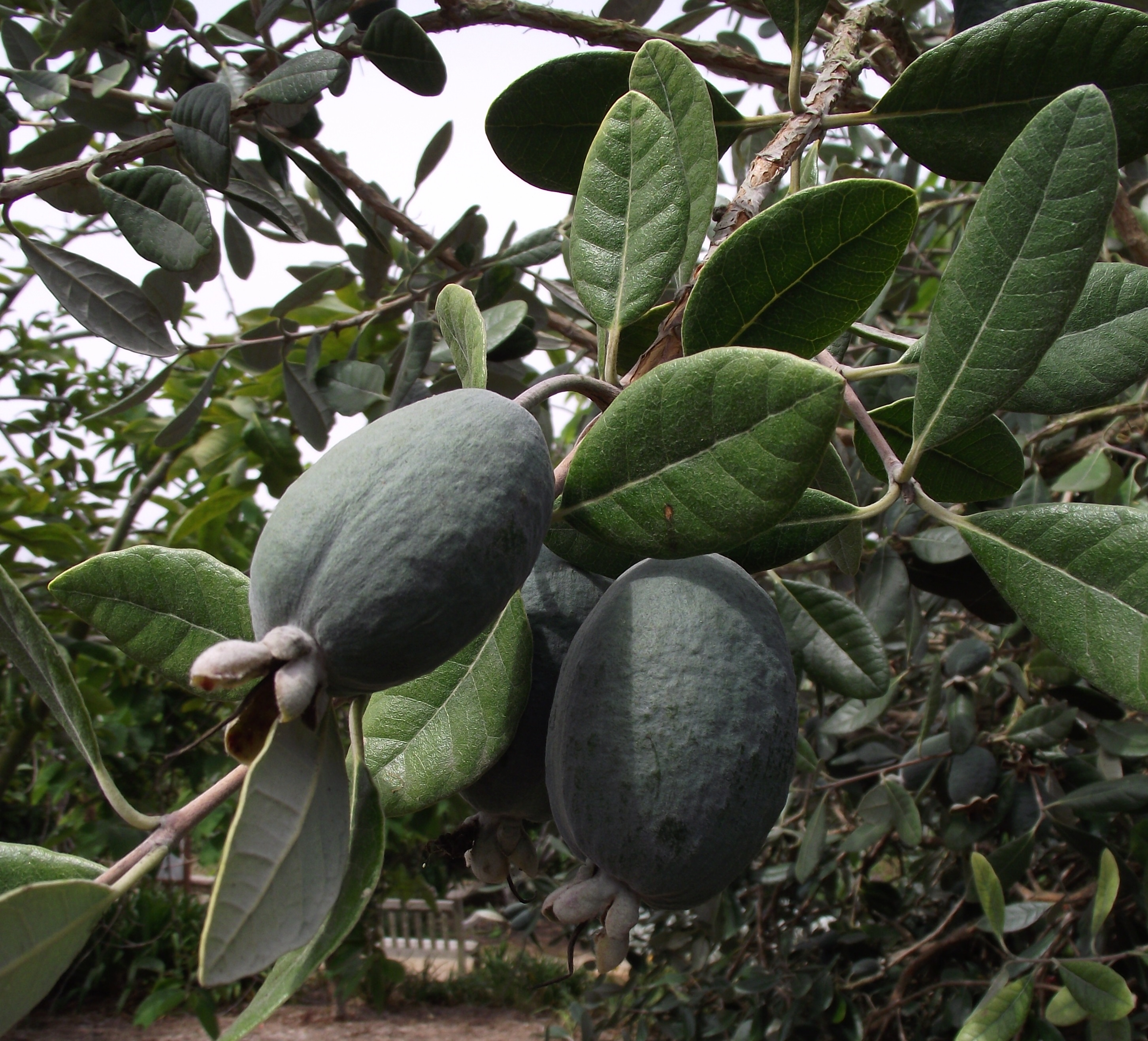
Fruits sur l'arbre.
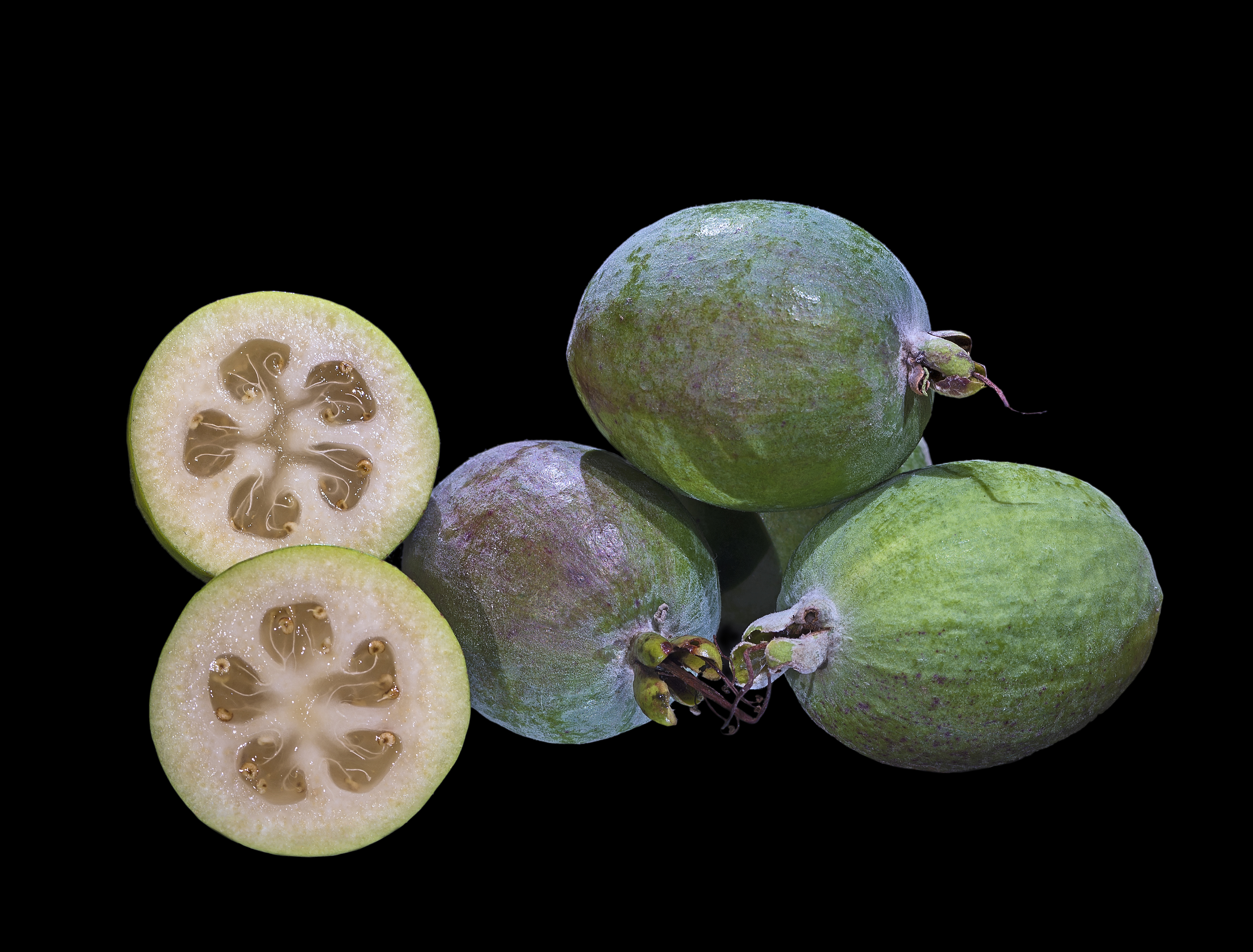
Fruits matures.
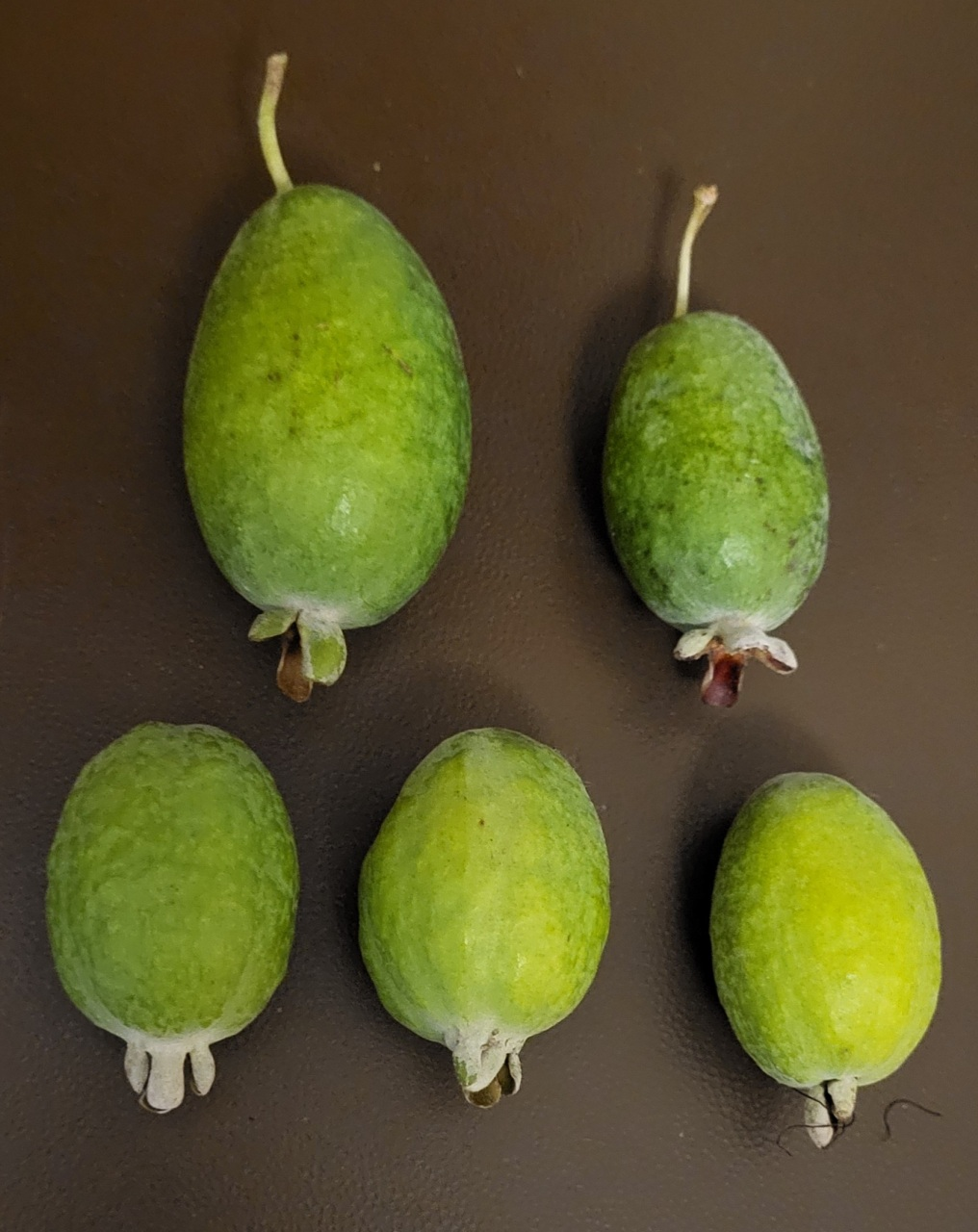
Plusieurs fruits de feijoas mûrs.

## Systématique
Le nom correct complet (avec auteur) de ce taxon est Feijoa sellowiana (O.Berg) O.Berg.
L'espèce a été initialement classée dans le genre Orthostemon sous le basionyme Orthostemon sellowianus O.Berg.
Ce taxon porte en français les noms vernaculaires ou normalisés suivants : feijoa,, goyavier ananas, goyavier de Montevideo, goyavier du Brésil, Goyave-ananas.
Feijoa sellowiana a pour synonymes :
- Acca sellowiana var. rugosa (Mattos) Mattos
- Acca sellowiana (O.Berg) Burret
- Feijoa coolidegii J.R.Duncan & V.C.Davies
- Feijoa obovata (O.Berg) O.Berg
- Feijoa schenckiana Kiaersk.
- Feijoa sellowiana f. elongata Voronova
- Feijoa sellowiana var. rugosa Mattos
- Orthostemon obovatus O.Berg
- Orthostemon sellowianus O.Berg

### Étymologie
L'espèce Feijoa sellowiana a été décrite en 1859 par le botaniste allemand Otto Karl Berg. Il a dédié le nom générique Feijoa en mémoire du naturaliste brésilien João Da Silva Feijó. l'épithète sellowiana vient de Friedrich Sellow jardinier allemand.